# Nyang’oma Kogelo
Nyang’oma Kogelo, también conocida como Kogelo, es una villa en el distrito de Siaya, en la provincia de Nyanza en Kenia. Se encuentra ubicada cerca del ecuador, a unos 60 kilómetros al noroeste de Kisumu, la capital provincial. Un camino desde Ng’iya sobre la ruta que va de Kisumu a Siaya conduce a Nyang’oma Kogelo. La villa también se encuentra conectada por un camino con el pueblo de Bondo.
Nyang’oma Kogelo es una típica villa rural keniana en la cual la mayoría de sus habitantes viven en forma modesta de pequeñas explotaciones agrícolas. La villa posee un pequeño centro comercial con negocios y un bar. La villa posee una escuela primaria (Escuela Primaria Senador Obama) y una escuela secundaria (Escuela Secundaria Senador Obama). La tierra donde se asientan ambas escuelas fue donada por Barack Obama, Sr., quien es oriundo de la villa y fueron rebautizadas en honor a su hijo y entonces senador estadounidense Barack Obama en el 2006. También hay un centro de salud. Antiguamente la villa no tenía servicio de suministro eléctrico, pero fue interconectada a la red eléctrica inmediatamente luego de la elección presidencial en Estados Unidos del año 2008. En el 2008 la policía de Kenia estableció un pequeño destacamento policial en la villa.
Nyang’oma Kogelo es parte del distrito electoral del sur este de Alego del Consejo del Condado de Siaya y Alego Constituency. Luego de las elecciones en Kenia del año 2007, el jefe local es Julius Okeyo Omedo del Movimiento Democrático Orange.
Desde el 2006, la villa ha recibido especial atención internacional, dado que es el sitio en el que nació Barack Obama, Sr., el padre del expresidente de los Estados Unidos Barack Obama. Barack Obama, padre, se encuentra enterrado en la villa. En la villa aún viven, algunos otros miembros de la familia, incluida su abuela paterna Sarah Obama.
A causa de la presidencia de Barack Obama existen grandes expectativas en que la villa será un punto de visita de numerosos turistas provenientes de Estados Unidos y otros países. El gobierno de Kenia la está promoviendo como una atracción turística de la zona oeste de Kenia. Un museo basado en la persona de Obama será inaugurado en la villa durante el año 2009.